# 피임 방법 비교

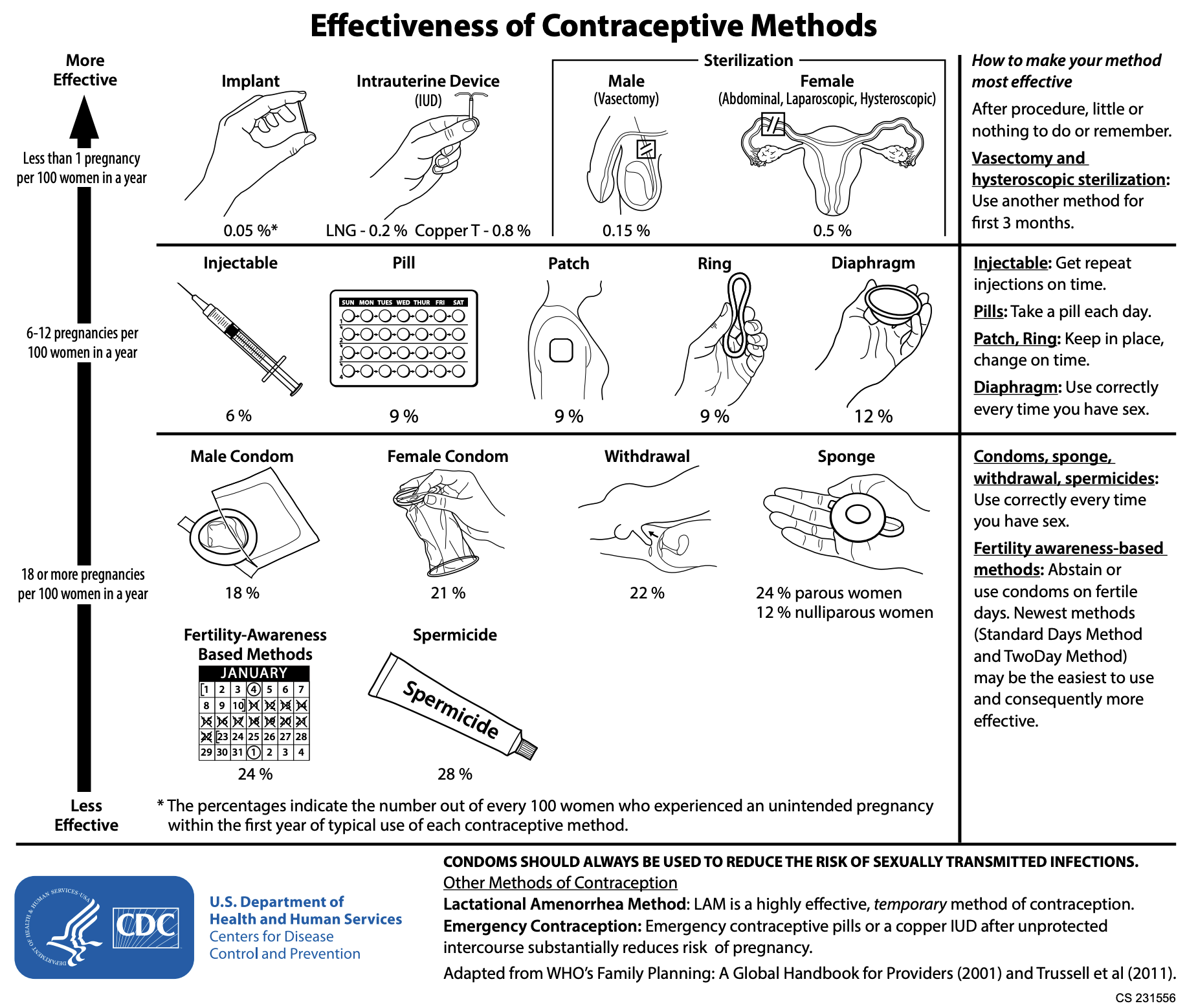
피임 방법의 효과를 보여주는 사진.

피임에는 요구사항, 부작용, 효과 등이 다양한 여러 방법이 있다. 피임에 대한 기술, 교육, 인식이 발전함에 따라 새로운 피임 방법이 이론화되어 적용되고 있다. 모든 사용자에게 이상적인 피임법은 없지만, 어떤 방법은 다른 방법보다 더 효과적이거나 저렴하거나 침해적이다. 여기에는 다양한 유형의 차단 방법, 호르몬 방법, 살정제, 응급 피임약 및 수술 방법을 포함한 다양한 방법과 이들 간의 비교가 서술되어 있다.
다양한 방법으로 임신을 예방할 수 있지만, 남성용, 여성용 콘돔이 성병을 예방하는 데 가장 효과가 크다.